# Saison 4 de Qui sera le prochain grand pâtissier ?
Vous pouvez aider à l'améliorer ou bien discuter des problèmes sur sa page de discussion.
- Il n'est pas vérifiable et peut contenir des informations totalement erronées. Il est fortement conseillé aux contributeurs d'étayer son contenu par des sources fiables. Sans cela, sa suppression pourrait être envisagée. (si vous venez d'apposer le bandeau, veuillez cliquer sur ce lien pour créer la discussion et en afficher les indications). (Marqué depuis juin 2024)
- Il peut contenir un travail inédit ou des déclarations non vérifiées. Vous pouvez l’améliorer en ajoutant des références. (Marqué depuis juin 2024)

- Archive Wikiwix
- Bing
- Cairn
- DuckDuckGo
- E. Universalis
- Gallica
- Google
- G. Books
- G. News
- G. Scholar
- Persée
- Qwant
- (zh) Baidu
- (ru) Yandex
- (wd) trouver des œuvres sur Wikidata

Vous pouvez aider à l'améliorer ou bien discuter des problèmes sur sa page de discussion.
- Il ne cite pas suffisamment ses sources. Vous pouvez indiquer les passages à sourcer avec {{référence nécessaire}} ou {{Référence souhaitée}}, et inclure les références utiles en les liant aux notes de bas de page. (Marqué depuis juin 2024)
- Son texte doit être wikifié : il ne correspond pas à la mise en forme Wikipédia (style, typographie, liens internes, liens entre les wikis, etc.). (Marqué depuis juin 2024)

- Archive Wikiwix
- Bing
- Cairn
- DuckDuckGo
- E. Universalis
- Gallica
- Google
- G. Books
- G. News
- G. Scholar
- Persée
- Qwant
- (zh) Baidu
- (ru) Yandex
- (wd) trouver des œuvres sur Wikidata

 (août 2025).
Motif : Références non qualitatives, peu nombreuses et buzzesques. Étalées sur six mois. Saison ne se démarquant pas particulièrement. Faibles audiences.
- Archive Wikiwix
- Bing
- Cairn
- DuckDuckGo
- E. Universalis
- Gallica
- Google
- G. Books
- G. News
- G. Scholar
- Persée
- Qwant
- (zh) Baidu
- (ru) Yandex
- (wd) trouver des œuvres sur Wikidata

| 1. | Préciser le motif de la pose du bandeau. | Précisez le motif de la pose du bandeau en utilisant la syntaxe suivante : {{admissibilité à vérifier\|date=août 2025\|motif=remplacez ce texte par le motif}}                                                          |
| 2. | Informer les utilisateurs concernés.     | Pensez à avertir le créateur de l'article, par exemple, en insérant le code ci-dessous sur sa page de discussion : {{subst:avertissement admissibilité à vérifier\|Saison 4 de Qui sera le prochain grand pâtissier ?}} |

La saison 4 de Qui sera le prochain grand pâtissier ? est une émission française de télévision, diffusée depuis le 29 août 2017 et présentée par Jean Imbert. Elle est remportée par le benjamin de la saison, Léandre face à Eunji.

## Description
Produite par Martange Production, le jury est composé de Christophe Adam, Pierre Marcolini, et Claire Heitzler.

## Participants
(août 2025).
Les candidats sont :
| Candidats | Candidats | Âge    | Expérience & métier                                                            | Date d'élimination      | Résultat |
| --------- | --------- | ------ | ------------------------------------------------------------------------------ | ----------------------- | -------- |
| ♂         | Anthony   | 26 ans | Chef pâtissier au restaurant Le Floris à Anières                               |                         |          |
| ♂         | Clément   | 27 ans | Chef de cuisine et chef pâtissier au Clos des Oliviers à Saint-Gély-du-Fesc    |                         |          |
| ♀         | Eunji     | 29 ans | Chef pâtissière au restaurant Jungsik à New York                               | Mardi 19 septembre 2017 | Deuxième |
| ♂         | Léandre   | 21 ans | Pâtissier au Ritz                                                              | Mardi 19 septembre 2017 | Gagnant  |
| ♂         | Louis     | 26 ans | Responsable recherche et développement et chef de production aux Belles Envies |                         |          |
| ♀         | Ludivine  | 27 ans | Chef pâtissière à la boulangerie Huré à Paris                                  |                         |          |
| ♂         | Matthieu  | 23 ans | Chef pâtissier au restaurant gastronomie Hostellerie La Montagne               |                         |          |
| ♂         | Romain    | 26 ans | Chef pâtissier au restaurant Rouge Barre à Lille                               |                         |          |
| ♂         | Thomas    | 22 ans | Chef pâtissier au restaurant Le Pont de Brent en Suisse                        |                         |          |

## Audiences
| Épisode | Jour et horaire de diffusion    | Audience moyenne          | Audience moyenne | Réf.  |
| Épisode | Jour et horaire de diffusion    | Nombre de téléspectateurs | PDM              | Réf.  |
| ------- | ------------------------------- | ------------------------- | ---------------- | ----- |
| 1       | Mardi 29 août 2017 20 h 55      | 1 487 000                 | 7,6 %            | [ 3 ] |
| 2       | Mardi 5 septembre 2017 20 h 55  | 1 355 000                 | 6,3 %            | [ 4 ] |
| 3       | Mardi 12 septembre 2017 20 h 55 | 1 501 000                 | 7,3 %            | [ 5 ] |
| 4       | Mardi 19 septembre 2017 23 h 10 | 539 000*                  | 9,7 %            | [ 6 ] |

*En raison de faibles audiences, France 2 programme la finale du mardi 19 septembre en troisième partie de soirée à 23h10.
Légende :
En fond vert  = Les plus hauts chiffres d'audiences/PDM
En fond rouge = Les plus bas chiffres d'audiences/PDM